# Heavy Weather
A Heavy Weather a Weather Report nyolcadik albuma, mely a Columbia Recordsnál jelent meg 1977-ben.
Ez volt a zenekar második olyan albuma, melyen játszott a basszusgitár-virtuóz Jaco Pastorius. Minden idők egyik legnagyobb példányszámban eladott jazzlemeze lett. A Billboard több listáján is szerepelt: a Jazz Albums lista élére került; a Pop Albums listán a 30. helyig jutott, míg a Black Albums-on a 33. helyet szerezte meg. Szerepel az 1001 lemez, amit hallanod kell, mielőtt meghalsz című könyvben.

## Az album dalai
|    | Cím               | Szerző(k)             | Hossz |
| -- | ----------------- | --------------------- | ----- |
| 1. | Birdland          | Joe Zawinul           | 5:57  |
| 2. | A Remark You Made | Zawinul               | 6:51  |
| 3. | Teen Town         | Jaco Pastorius        | 2:51  |
| 4. | Harlequin         | Wayne Shorter         | 3:59  |
| 5. | Rumba Mama        | Acuna, Acuña, Badrena | 2:11  |
| 6. | Palladium         | Shorter               | 4:46  |
| 7. | The Juggler       | Zawinul               | 5:03  |
| 8. | Havona            | Pastorius             | 6:01  |

## Közreműködők
- Joe Zawinul – Oberheim Polyphonic szintetizátor, Arp 2600 szintetizátor, Rhodes elektromos zongora, akusztikus zongora, ének, melodica, gitár, tabla
- Wayne Shorter – tenor- és szopránszaxofon
- Jaco Pastorius – basszusgitár, mandocello, ének, dobok
- Alex Acuña – dobok, kongák, tom tomok, taps
- Manolo Badrena – csörgődob, kongák, vokál, timbales, ütőhangszerek

## Külső hivatkozások
- http://www.binkie.net/wrdisc/Heavy%20Weather.html